# Дана Беррон
Дана Беррон (англ. Dana Barron; нар. 22 квітня 1966, Нью-Йорк, США) — американська акторка.

## Творчість
Беррон найбільш відома за роллю дочки героїв Беверлі Д'Анджело і Чеві Чейза в кінофільмі 1983 року «Канікули». Після цього вона два роки знімалася в мильній опері «Одне життя, щоб жити».
Беррон також відома роботою в телесеріалі «Арбалет», у якому вона знімалася в 1987—1989 роках і ролей другого плану у фільмах «Допоможіть нам, небеса», «Жага смерті 4: Розгром» і «Готель розбитих сердець». Крім цього, вона з'явилася в десяти епізодах серіалу «Беверлі-Гіллз, 90210» в 1992 році, а також знялася у ряді телефільмів і з'явилася в таких серіалах як «Вавилон-5» і «Противага».

## Родина
Народилася у Нью-Йорку. Протягом багатьох років має стосунки з продюсером Марком Віскерманом.

## Фільмографія

### Фільми
| Рік  |   | Українська назва           | Оригінальна назва                                     | Роль                |
| ---- | - | -------------------------- | ----------------------------------------------------- | ------------------- |
| 1980 | ф | Він знає, що ви одні       | He Knows You're Alone                                 | Діана               |
| 1983 | ф | Канікули                   | National Lampoon's Vacation                           | Одрі Грізволд       |
| 1985 | ф | Хай допоможуть нам небеса! | Heaven Help Us                                        | Джанін              |
| 1987 | ф | Жага смерті 4: Покарання   | Death Wish 4: The Crackdown                           | Еріка Шелдон        |
| 1988 | ф | Готель розбитих сердець    | Heartbreak Hotel                                      | Бет Деверо          |
| 1994 | ф | Чарівна дитина 2           | Magic Kid 2                                           | Меггі Паттерсон     |
| 1994 | ф | У молоді роки              | In the Living Years                                   | Кеті                |
| 1997 | ф | Зона злочинності           | City of Industry                                      | Джина               |
| 1998 | ф | Людина в залізній масці    | The Face of Alexandre Dumas: The Man in the Iron Mask | Луїза де ла Валльєр |
| 2000 | ф | Зупинка з привидами        | Stageghost                                            | Рене Блумер         |
| 2001 | ф | Ідеальна няня              | The Perfect Nanny                                     | Фаун Льюїс          |
| 2001 | ф | Нічний клас                | Night Class                                           | Гізер               |
| 2006 | ф | Шайбу! Шайбу!              | National Lampoon's Pucked                             | Крихітка            |
| 2009 | ф |                            | A Letter to Dad                                       | Кеті Браун          |
| 2010 | ф | Щасливі разом              | Happythankyoumoreplease                               | гінеколог           |
| 2010 | ф |                            | The Invited                                           | Крісті              |

### Телебачення
| Рік       |    | Українська назва                                     | Оригінальна назва                                                        | Роль            |
| --------- | -- | ---------------------------------------------------- | ------------------------------------------------------------------------ | --------------- |
| 1983      | тф |                                                      | The Brass Ring                                                           | Дарлін          |
| 1984      | с  | Одне життя, щоб жити                                 | One Life to Live                                                         | Мішель Буден    |
| 1985      | с  | Праведник                                            | The Equalizer                                                            | Мелінда         |
| 1987—1989 | с  | Арбалет                                              | Crossbow                                                                 | Елеонора        |
| 1988      | с  | CBS Особливі шкільні канікули                        | CBS Schoolbreak Special                                                  | Меган Веллс     |
| 1989      | с  | Спекотної ночі                                       | In the Heat of the Night                                                 | Коррі Кроллер   |
| 1992      | тф | Джонатан: Хлопчик, якого ніхто не любив              | Jonathan: The Boy Nobody Wanted                                          | Лорі Мур        |
| 1992      | с  | Район Беверлі-Гіллз                                  | Beverly Hills, 90210                                                     | Ніккі Вітт      |
| 1994      | с  | Як у кіно                                            | Dream On                                                                 | Рео Сондерс     |
| 1994      | тф |                                                      | Jailbreakers                                                             | Сью             |
| 1995      | с  |                                                      | The Watcher                                                              | Мері            |
| 1995      | с  | Вона написала вбивство                               | Murder, She Wrote                                                        | Сара Тайлер     |
| 1998      | с  | Вавилон-5                                            | Babylon 5                                                                | Лорен Ешлі      |
| 1998—2000 | с  | Чудова сімка                                         | The Magnificent Seven                                                    | Кейсі Веллс     |
| 2000      | тф | Пітон                                                | Python                                                                   | Крістін         |
| 2003      | тф | Різдвяна відпустка 2: Пригоди кузена Едді на острові | National Lampoon's Christmas Vacation 2: Cousin Eddie's Island Adventure | Одрі Грізволд   |
| 2005      | тф | Макбрайд: Вбивство опівночі                          | McBride: Murder Past Midnight                                            | Марта Арнак     |
| 2007      | с  | Пандемія                                             | Pandemic                                                                 | Ліндсі Мастрапа |
| 2011      | тф | Неслухняний чи добрий                                | Naughty or Nice                                                          | Бренда Вейр     |
| 2012      | с  | Противага                                            | Leverage                                                                 | Бетті           |
| 2013      | тф | Снігова наречена                                     | Snow Bride                                                               | Дорія           |
| 2019      | с  | Ґолдберги                                            | The Goldbergs                                                            | охоронець №2    |